# دریاچه مولتوتو-سورلاهت
دریاچه مولتوتو-سورلاهت (به استونیایی: Mullutu-Suurlaht) دریاچه‌ای در شهرستان ساره در کشور استونی است.
این دریاچه از دو بخش سورلاهت و خلیج مولتوتو تشکیل شده است که مساحت آنها در مجموع ۱۴٫۴۰ کیلومتر مربع است و عمق آن از ۱ تا ۲٫۱ متر متغیر است.